# Mompha antibathra
Mompha antibathra é uma espécie de mariposa do gênero Mompha pertencente à família Coleophoridae.